# Zentrosojus
Zentrosojus der Russischen Föderation oder Zentralverband der Konsumgenossenschaften der Russischen Föderation (russisch Центральный союз потребительских обществ Российской Федерации) bezeichnet das höchste koordinierende und nicht kommerzielle Organ der Konsumgenossenschaften Russlands.

## Geschichte

### Zaristisches Russland
Am Beginn der Genossenschaftsbewegung in Russland standen die Dekabristen. Die erste Genossenschaft nannte sich Bolschaja Artel (russisch Большая артель Große Genossenschaft) und wurde 1831 von verbannten russischen Offizieren im heutigen sibirischen Petrowsk-Sabaikalski gegründet. Sie besaß eine schriftliche Satzung, gewählte Organe und eine Zulassung für die Aufnahme landwirtschaftlicher Tätigkeiten. Die Satzung enthielt genossenschaftliche Grundsätze wie die Freiwilligkeit der Mitgliedschaft sowie demokratische Verwaltung und Kontrolle.
Im August 1896 fand auf der Allrussischen Industrie- und Handwerksausstellung von Nischni Nowgorod eine Tagung einer Arbeitsgruppe des Handels- und Industriekongresses statt, auf der 60 Vertreter von 32 Genossenschaften Russlands teilnahmen. Sie diskutierten über die Gründungsgenehmigung einer Genossenschaftsunion und ihrer Satzung durch den zaristischen Ministerrat. Am 13. Mai 1897 wurde die Allgemeine Satzung genehmigt, aber die Gründung einer Union stillschweigend abgelehnt. Daraufhin änderten die Genossenschaftler ihre Taktik und begannen Kongresse auf regionaler Ebene auszurufen.
Allerdings führten Moskauer Genossenschaftler im Oktober 1896 und im April 1897 mit Vertretern der Konsumgenossenschaften aus Twer, Tula und Orechowo-Sujewskij drei Beratungen durch, auf denen sie sich auf die Gründung einer Gesamtrussischen Vereinigung der Konsumgenossenschaften unter der Schirmherrschaft der Moskauer Gouvernementunion einigten. Zu den Gründern des Gesamtrussischen Genossenschaftszentrums unter der Schirmherrschaft der Moskauer Union der Konsumgenossenschaften gehörten Genossenschaftler aus 10 Gouvernements Russlands. Am 16. Juni 1898 erteilte die russische Regierung die Zulassung zur Gründung der Moskauer Union der Konsumgenossenschaften. Die erste Versammlung der Vertreter der Konsumgenossenschaften fand am 5. und 6. November 1898 statt. Die Versammlung wählte die Leitung der Moskauer Union (Zentrosojus). Im Jahr 1917 setzte sich das Zentrosojus aus Mitgliedern von 285 Vereinigungen und 3167 Konsumgenossenschaften zusammen. Am 15. Juni 1903 trat das Zentrosojus der Internationalen Genossenschaftsallianz bei. Nach der Februarrevolution 1917 legte das Ministerium für Industrie und Handel der Provisorischen Regierung die Bezeichnung Gesamtrussischer Zentralverband der Konsumgenossenschaften fest und bekräftigte die Bezeichnung Zentrosojus.

### Russische Sowjetrepublik
Von 1918 bis 1921 bestimmte die sowjetische ökonomische Politik die wirtschaftliche und gesellschaftliche Tätigkeit des Zentrosojus sowie seine Organisationsstruktur. 1918 wurden alle Verbände der Konsumgenossenschaften zum Beitritt in das Zentrosojus gezwungen und im März 1919 wurde eine hierarchische Organisationsstruktur eingeführt, die sich aus der Primären Konsumgenossenschaft (russisch первичное потребительское общество), dem Kreisverband (russisch райсоюз), dem Gouvernementsverband (russisch губсоюз) und dem Zentralverband (russisch Центросоюз – Zentrosojus) zusammensetzte. So entstanden das sowjetische Zentrosojus und die sowjetischen Konsumgenossenschaften als halbstaatliche Organisationen, die nur noch einige wenige genossenschaftliche Merkmale aufwiesen.

### Sowjetunion

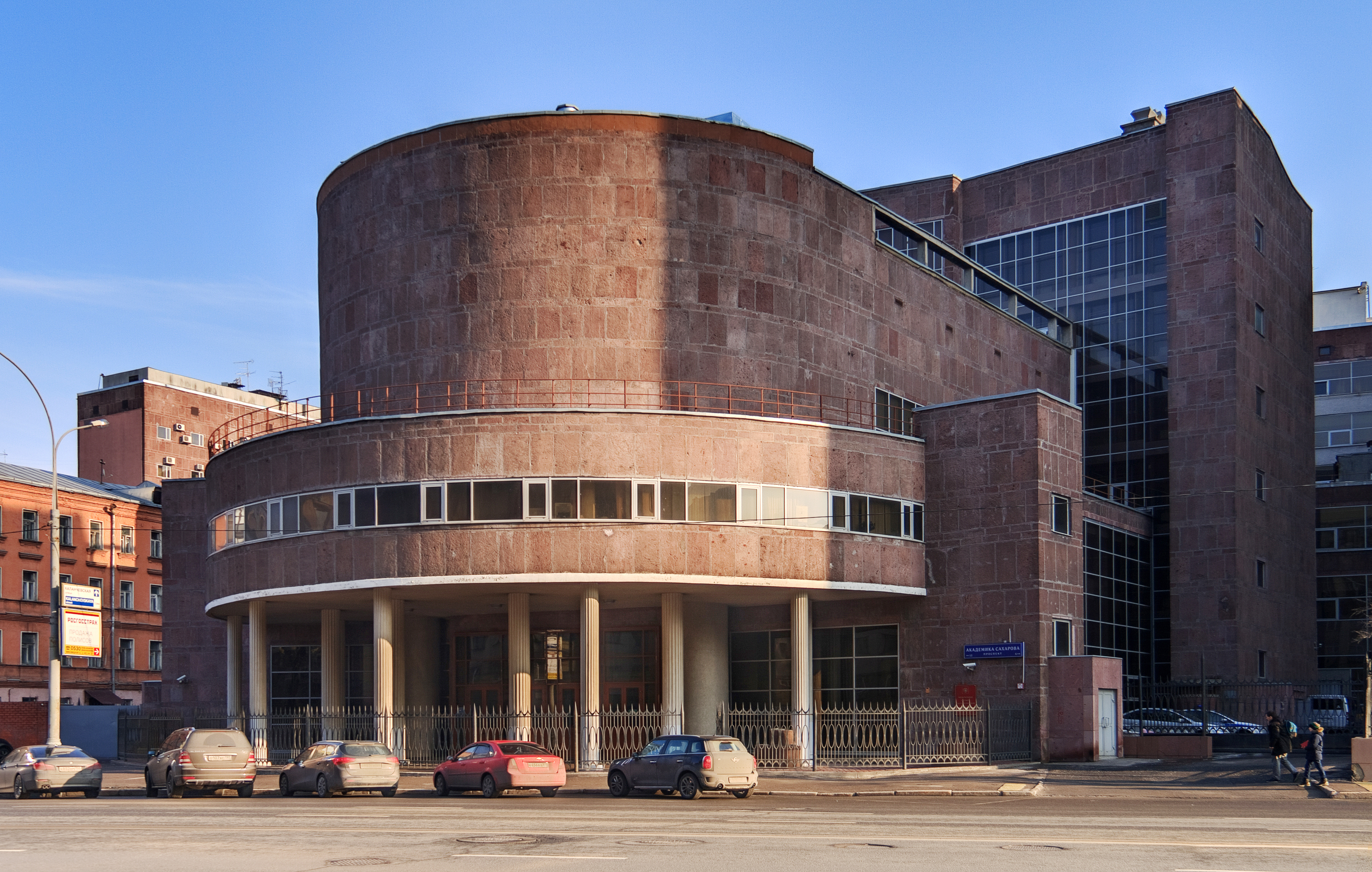
Das von Le Corbusier entworfene und 1928–1936 erbaute Zentrosojus-Gebäude in Moskau

In der Periode der Neuen Ökonomischen Politik (1921–1928) erhielten die Konsumgenossenschaften eine relative und kurzlebige Selbstständigkeit. Es erfolgte die Einführung von Eintrittsgebühren, Aktien und der Wahl der Führungsorgane. Bis zum Beginn des Wirtschaftsjahres 1928/29 nahm das Zentrosojus die Funktion des Gesamtrussischen sowie Allunionsorganisations- und Wirtschaftszentrums der Konsumgenossenschaften wahr. Auf Beschluss der 41. Tagung der Kommissare wurde am 1. Oktober 1928 das Zentrosojus der RSFSR aus dem Zentrosojus der UdSSR herausgelöst. Kaum zwei Jahre später, im Juli 1930, fasste der 2. Kongress der Kommissare der Konsumgenossenschaften in Moskau den Beschluss, beide Organisationen wieder zu vereinigen. Schon 1954 beschloss der 4. Kongress der Kommissare der Konsumgenossenschaften die Abtrennung des Russischen Verbandes der Konsumgenossenschaften (russisch Роспотребсоюз Rostrebsojus) vom Zentrosojus. In den Sowjetrepubliken existierten eigene Verbände, die unter dem Dach des Zentrosojus standen.
Im April 1991 wurde das Rostrebsojus in Zentrosojus der RSFSR umbenannt und im Januar 1992 in Zentrosojus der Russischen Föderation. Mit der Auflösung der Sowjetunion im Dezember 1991 stellte auch das Zentrosojus der UdSSR seine Arbeit ein.

### Russische Föderation
Im Juni 1992 beschloss der Oberste Sowjet der Russischen Föderation die Einführung eines Gesetzes über die Konsumgenossenschaften in der Russischen Föderation. Das Zentrosojus der Russischen Föderation trat damit die rechtliche Nachfolge des Zentrosojus der UdSSR an. In den ersten Übergangsjahren kämpften die Genossenschaften mit wirtschaftlichen Schwierigkeiten. Erst zwischen 1996 und 1998 stabilisierte sich die Situation. Gegen Ende der 1990er Jahre waren in Russland 557 Konsumgenossenschaften registriert.

## Organisationsstruktur
Der Zentralverband der Konsumgenossenschaften der Russischen Föderation ist eine freiwillige Vereinigung der Konsumgenossenschaften und eine Non-Profit-Organisation. Ihr höchstes Organ ist die Hauptversammlung der Mitglieder der Konsumgenossenschaften der Russischen Föderation. Sie findet bei Notwendigkeit statt, aber mindestens ein Mal pro Jahr. In der Zeit zwischen den Versammlungen tagt der Rat unter Führung des Ratsvorsitzenden. Die Mitglieder des Rates und der Vorsitzende werden von der Hauptversammlung für die Dauer von fünf Jahren gewählt. Das Kontrollorgan des Zentrosojus ist die Revisionskommission. Ihre Mitglieder werden von der Hauptversammlung für die Dauer von fünf Jahren gewählt.
Am 1. Januar 2010 vereinigte das Zentrosojus unter sich 3,8 Millionen Aktionäre, ca. 3.000 Konsumgenossenschaften, 135 Rajonkonsumgenossenschaften und 76 Gebietskonsumgenossenschaften.

## Tätigkeiten
Die Organisationen der Konsumgenossenschaften versorgen die ländlichen Gebiete Russlands mit Lebensmitteln.
Sie produzieren Fleisch- und Milchprodukte sowie andere Nahrungsgüter, unterhalten Läden, bieten Dienstleistungen für die Land- und Hauswirtschaft sowie im Bauwesen an. Außerdem betreiben sie Polikliniken, Sanatorien und genossenschaftliche Bildungseinrichtungen.